# 仙台高校教諭殺害事件
仙台高校教諭殺害事件（せんだいこうこうきょうゆさつがいじけん）とは、2010年（平成22年）4月に私立高校教諭が殺害された事件である。保険金詐欺を企てたとして妻と知人の男、実行役の男が犯行を行った。また、東日本大震災によって甚大な被害を受けた沿岸部の住民を裁判員候補者の呼び出し対象から外した仙台地裁の措置について、裁判員法に明文化されていないが、天災などの特別な事情であり許容されると判断された事件である。

## 概要
2010年（平成22年）4月30日、宮城県仙台市泉区で退院したばかりの私立高校教諭（当時56歳）が自宅で血を流して倒れていたところを長男によって発見された。頭や顔を鈍器のようなもので何度も殴られており、鑑定の結果、死因は頭蓋骨骨折などによる脳挫傷であった。近くに凶器と見られている金属バットが落ちていた。また、周りの道路に犯人のものと見られる血痕が付いた足跡が残されていたのが確認された。尚、被害者は事件の二か月前にも謎の大怪我を負い、入院していた。

## 捜査
宮城県警と泉警察署の捜査により、8月8日に殺人容疑で被害者の知人の男X（当時38歳）とY（当時27歳）を逮捕。そして8月12日にX、Yの「妻が犯行を知っていたはず」などの供述から被害者の妻Z（当時44歳）が殺人事件に関与した疑いがあるとして逮捕した。
Zは夫である被害者と離婚を巡って口論を繰り返しており、親密な関係を築いていたXに襲撃計画を相談。その後、Zから襲撃の催促を受けたXがYに対して被害者を襲撃、殺害を指示した。
2010年（平成22年）8月29日までに仙台地検はXがYに指示して頭や顔を鈍器で何度も殴るなどしたとしてX、Yを殺人罪で起訴した。Zが殺人罪で起訴された後、6月7日に他の被告らと保険金2810万円をだまし取ろうとしたとして、X、Zは詐欺未遂罪で再逮捕、起訴された。

## 裁判経過
妻Zの裁判
- 弁護側は、殺害に多少は責任はあるが殺害計画を知らず実行役でもないとして、殺人ほう助罪の適用を主張。殺人罪を求める検察と対立した。

- 2011年（平成23年）9月16日、論告求刑公判が開かれ、検察側は「夫との関係が悪化し、いなくなればいいと考え、愛人と殺害を計画した。身勝手な動機に基づく冷酷な犯行」として懲役20年を求刑した[11]。弁護側は「事件全体の構図からすれば、果たした役割は小さい」などとして懲役8年が妥当と主張して結審した[11]。

- 2011年（平成23年）9月27日、仙台地裁（川本清巌裁判長）で裁判員裁判の判決公判が開かれ懲役11年の判決を言い渡した[12]。判決でXが主導したとして積極的に殺害を企てたとまではいえないとしながらも「家庭内別居状態だった夫がいなくなればいいと考え、殺害計画に加担し、共犯のXの指示に従った」と認定した[12]。検察、弁護側の双方が控訴せずに懲役11年の実刑判決が確定した[13]。

妻の交際相手の男Xの裁判
- 2011年（平成23年）10月11日、仙台地裁（川本清巌裁判長）で裁判員裁判の初公判が開かれ、殺人は認めたが、詐欺未遂に関しては「手伝いをした形だと思う」と述べて起訴内容の一部を否認した[14]。冒頭陳述で検察側は「被告は被害者を殺害して死亡保険金を手に入れ、自らの利得としようとしていた」と述べで保険金目的の殺害だったと指摘[14]。弁護側は「Zに対し、ひどい仕打ちをする被害者から解放したいという気持ちから（殺害）したもので詐欺未遂は幇助に留まると主張した[14]。

- 2011年（平成23年）10月17日、論告求刑公判が開かれ、検察側は「保険金を手に入れるために人命を奪っており、極めて非人道的。最も重い責任を負うべきだ」として懲役30年を求刑した[15]。弁護側は「（Z受刑者に）暴力を振るっていた被害者への憎しみで、金銭的な目的は一切なかった。保険金請求に主体的な関与はなかった」と主張して結審した[15]。

- 2011年（平成23年）10月20日、仙台地裁（川本清巌裁判長）で裁判員裁判の判決公判が開かれ、懲役23年の判決が言い渡された[16]。判決では動機については保険金目的ではなく、怒りが爆発して殺害を決意したもので詐欺未遂はほう助にとどまるとした[16]。検察側と弁護側はこの判決を不服として控訴した。

- 2012年（平成24年）6月28日、仙台高裁（飯渕進裁判長）は一審・仙台地裁の判決を支持し、検察側と弁護側双方の控訴を棄却した[17]。判決では、保険金目的を動機の1つと認定した上で「量刑は裁量の範囲を逸脱していない」とした[17]。弁護側は判決を不服として上告した[18]。

実行役の男Yの裁判
- 2011年（平成23年）11月24日、仙台地裁（鈴木信行裁判長）で裁判員裁判の判決公判が開かれ、懲役18年（求刑：懲役20年）の判決を言い渡した[19]。弁護側はXにマインドコントロールを受けていたと主張していたが、判決では殺害をやめることは不可能でなかったとした。判決理由では「強い殺意を持ち、金属バットで殴って殺害しており極めて悪質だ」とした[19]。

- 2012年（平成24年）9月13日、仙台高裁（飯渕進裁判長）は「裁判員法の趣旨に照らすと、天災など例外的な事情があるときは、明文の規定がなくても許容していると考えるべきだ」として一審・仙台地裁の判決を支持し、弁護側の控訴を棄却した[1]。弁護側は、東日本大震災による被害が甚大だった沿岸13市町と仙台市の一部に住む裁判員候補者を呼び出さずに裁判員を選定していたことについて「一部地域の裁判員候補者を呼び出さなかったのは、裁判員法に反する」と主張した[1]。裁判員法には自然災害に関する規定は定められていないが、仙台高裁は「沿岸部は震災で物心両面に甚大な被害を受けた。候補者として呼び出しを受けても、多くの者が辞退することが推認される」との判断を示し、弁護側の主張を退けた[1]。

- 2013年（平成25年）4月8日、最高裁第一小法廷（桜井龍子裁判長）は上告を棄却する決定を出したため、懲役18年の判決が確定した[20]。